# Jacob (Einheit)
Jacob, auch Jow, war ein indisches Längenmaß und soll sich auf den Großraum Kalkutta beschränkt haben. Andere Bezeichnungen waren Corb und Jorb.
- 1 Jacob = 0,63 Zentimeter (0,635 Zentimeter[1])
- 3 Jacob/Jorbes = 1 Angulla